# Juicios del Ejército Nacional Indio

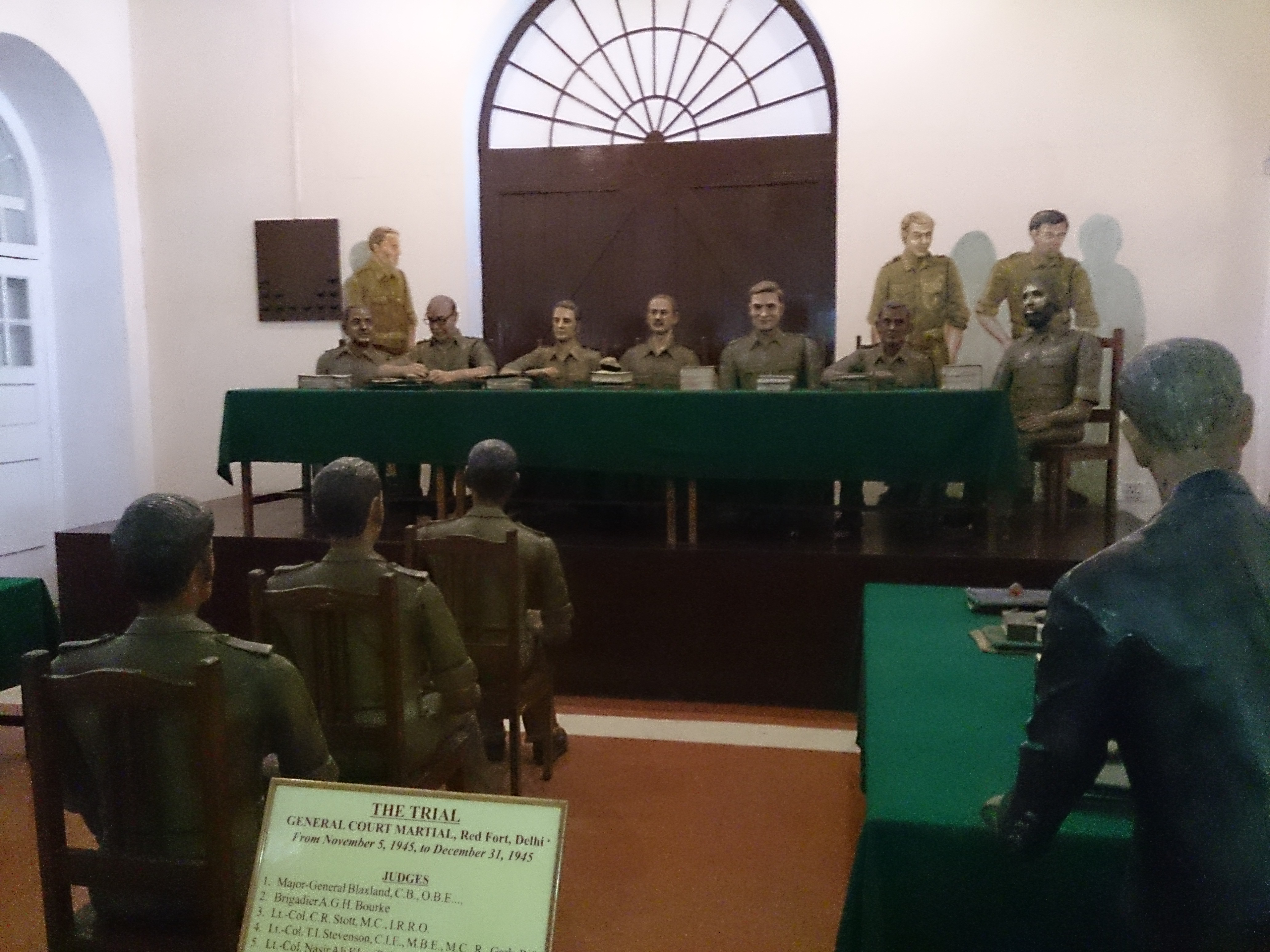
Recreación de juicios ENI.

Los juicios del Ejército Nacional Indio (juicios ENI), que también son llamados juicios del Fuerte Rojo, fueron los juicios de los indios británicos por tribunales marciales de varios oficiales del Ejército Nacional Indio (ENI) entre noviembre de 1945 y mayo de 1946, por cargos por traición, tortura, asesinato y complicidad de asesinato durante la Segunda Guerra Mundial. El primero, y el más famoso, de los aproximadamente diez juicios celebrados en el Fuerte Rojo de Delhi. En total, se celebraron aproximadamente diez cortes marciales. El primero de ellos, y el más celebrado, fue la corte marcial conjunta del coronel Prem Sahgal, el coronel Gurbaksh Singh Dhillon y el mayor general Shah Nawaz Kan. Los tres habían sido oficiales del Ejército Indio Británico y fueron tomados como prisioneros de guerra en Malaya, Singapur y Birmania. Al igual que un gran número de otras tropas y oficiales del Ejército indio Británico, se unieron al Ejército Nacional Indio y luego lucharon en Imfal y Birmania junto a las fuerzas japonesas en lealtad a Azad Hind. Estos tres llegaron a ser los únicos acusados en los juicios de ENI que fueron acusados de "hacer la guerra contra el Rey-Emperador" (la Ley del Ejército de la India, 1911 no preveía un cargo separado por traición), así como el asesinato y la complicidad de asesinato. Los acusados más tarde solo fueron juzgados por tortura y asesinato o por asesinato. Los juicios abarcaron argumentos basados en el derecho militar, el derecho constitucional, el derecho internacional y la política. Estos juicios atrajeron mucha publicidad y simpatía pública por los acusados que fueron considerados patriotas de la India y lucharon por la libertad de la India del Imperio Británico. Las protestas por los motivos del juicio, así como la inquietud generalizada y el malestar general dentro de las tropas del Raj, finalmente obligaron al entonces Mariscal de Campo Jefe del Ejército Claude Auchinleck a conmutar las sentencias de los tres acusados en el primer juicio. 

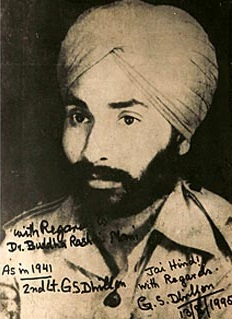
Gurbaksh Singh Dhillon.

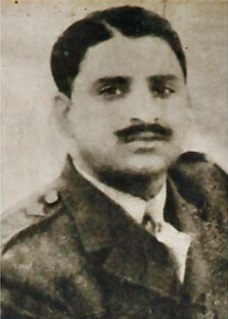
Shah Nawaz Kan.

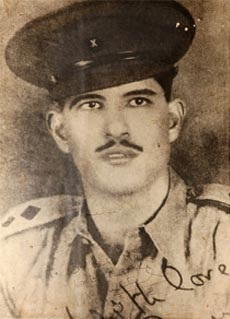
Prem Sahgal.

## Ejército Nacional Indio
Japón, así como el sudeste asiático, fue un gran refugio para los nacionalistas indios que vivían en el exilio antes del comienzo de la Segunda Guerra Mundial, quienes formaron fuertes defensores del nacionalismo militante y también influyeron significativamente en la política japonesa. Aunque las intenciones y políticas japonesas con respecto a la India estaban lejos de ser concretas al comienzo de la guerra, Japón había enviado misiones de inteligencia, especialmente bajo el mando del Mayor I Fujiwara, al sur de Asia, incluso antes del comienzo de la Segunda Guerra Mundial, para obtener el apoyo de sultanes malasios, la resistencia birmana y el movimiento indio. Estas misiones tuvieron éxito en establecer contactos con nacionalistas indios en el exilio en Tailandia y Malaya, apoyando el establecimiento y organización de la Liga de la Independencia India. 
Al estallar la Segunda Guerra Mundial en el sudeste asiático, 70.000 soldados indios estaban estacionados en Malaya. Después del comienzo de la guerra, la espectacular Campaña Malaya de Japón había puesto bajo su control un considerable número de prisioneros de guerra indios, especialmente cerca de 55.000 después de la caída de Singapur. Las condiciones en los campos de prisioneros de guerra japoneses eran notorias y llevaron a algunas de las tropas a desertar, cuando sus captores les ofrecieron la liberación, y formaron un Ejército nacionalista. De estos desertores, el Primer Ejército Nacional Indio se formó bajo Mohan Singh Deb y recibió considerable ayuda y apoyo japonés. Se proclamó formalmente en septiembre de 1942 y se declaró el ala militar subordinada de la Liga de la Independencia de la India en junio de ese año. La unidad se disolvió en diciembre de 1942 después de que la aprehensión de los motivos japoneses con respecto al ENI provocara desacuerdos y desconfianza entre Mohan Singh y el liderazgo del ENI por un lado, y el liderazgo de la Liga, el más notable Rash Behari Bose. La llegada de Subhas Chandra Bose en junio de 1943 vio el renacimiento y la reorganización de la unidad como el ejército del gobierno de Azad Hind que se formó en octubre de 1943. A los pocos días de su proclamación en octubre de 1943, el Azad Hind recibió el reconocimiento de Alemania, la Italia fascista, Croacia, Tailandia, el gobierno birmano de Ba Maw y algunas otras naciones aliadas del Eje, además de recibir felicitaciones y regalos del gobierno de los neutrales Irlanda y los republicanos irlandeses. El gobierno de Azad Hind declaró la guerra a Gran Bretaña y América en octubre de 1943. En noviembre de 1943, Azad Hind recibió una forma limitada de jurisdicción gubernamental sobre las islas Andaman y Nicobar, que habían sido capturadas por la Armada japonesa al principio de la guerra. En la primera parte de 1944, las fuerzas del ENI estaban en acción junto con las fuerzas japonesas en el área de Imfal y Kohima contra las fuerzas de la Commonwealth, y luego retrocedieron con las fuerzas japonesas en retirada después de la campaña fallida. A principios de 1945, las tropas del ENI se comprometieron contra la exitosa Campaña aliada de Birmania. La mayoría de las tropas del ENI fueron capturadas, desertaron o cayeron de otro modo en manos británicas durante la campaña de Birmania a fines de marzo de ese año y para cuando Rangún cayó en mayo de 1945, el ENI había dejado de existir, aunque algunas actividades continuaron hasta Singapur fue recapturado. 
Al concluir la Segunda Guerra Mundial, el gobierno de la India británica llevó a juicio a algunos de los soldados capturados por el ENI por cargos de traición. Los prisioneros podrían enfrentar la pena de muerte, cadena perpetua o una multa como castigo si eran declarados culpables.

## Primeros juicios
Para 1943 y 1944, los tribunales marciales se llevaban a cabo en la India del expersonal del Ejército Indio Británico que fueron capturados luchando en las filas del ENI o trabajando en apoyo de las actividades subversivas del ENI. Estos no recibieron ninguna publicidad o simpatía política y apoyo hasta mucho más tarde. Estos cargos en estos juicios anteriores fueron de "Cometer un delito civil contrario a la Sección 41 de la Ley del Ejército de la India, 1911 o la Sección 41 de la Ley del Ejército de Birmania" con el delito especificado como "Guerra de guerra contra el Rey" contrario a la Sección 121 del Código Penal de la India y el Código Penal de Birmania, según corresponda.

## Juicios públicos

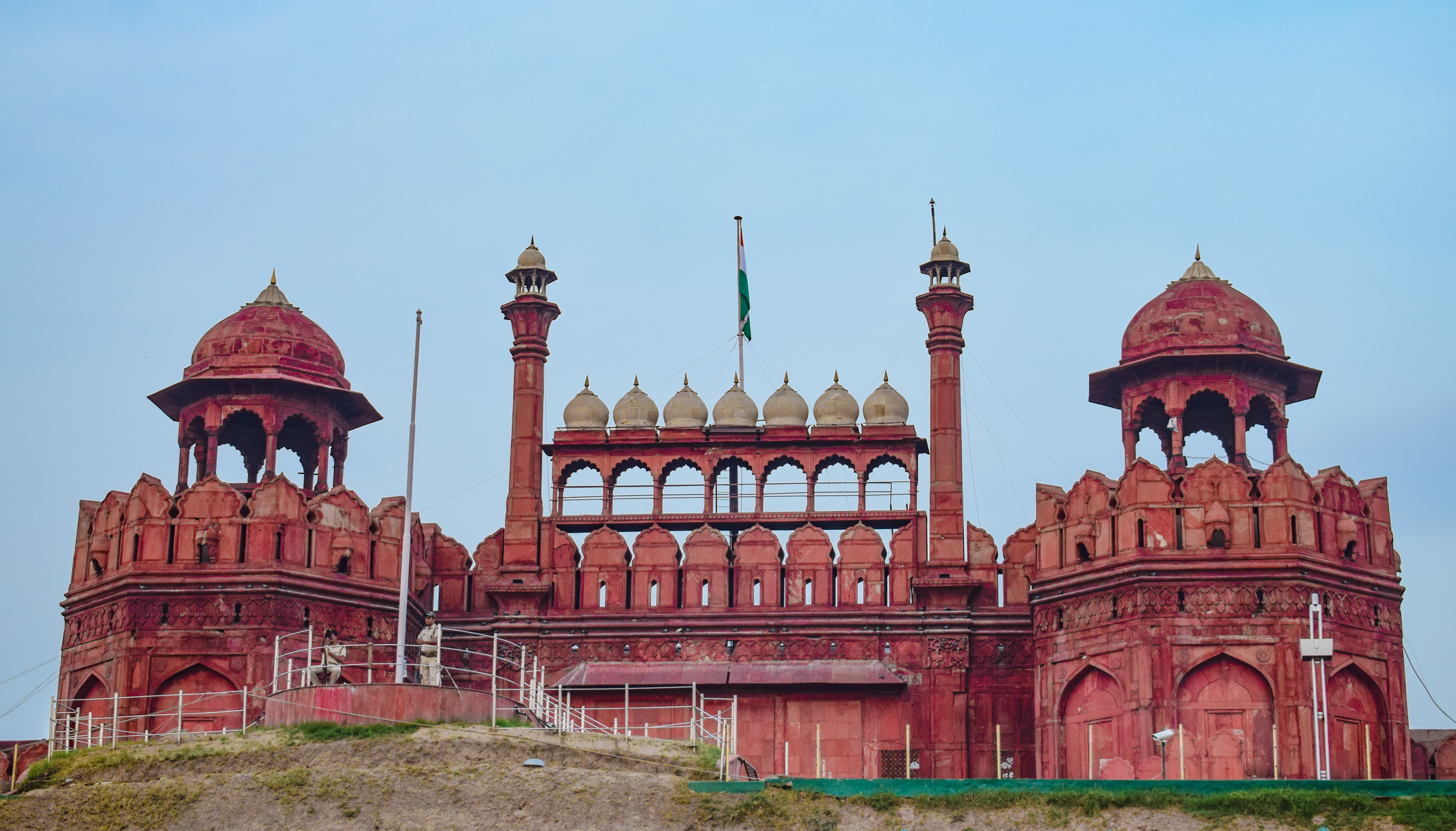
Fortaleza roja.

Sin embargo, el número de tropas del INA capturadas por las fuerzas de la Commonwealth al final de la Campaña de Birmania hizo necesario adoptar una política selectiva para acusar a los acusados de las peores acusaciones. El primero de ellos fue el juicio conjunto de Shah Nawaz Khan, Prem Sahgal y Gurubaksh Singh Dhillon, seguido por los juicios de Abdul Rashid, Shinghara Singh, Fateh Khan y el Capitán Malik Munawar Khan Awan. Se tomó la decisión de celebrar un juicio público, a diferencia de los juicios anteriores, y dada la importancia política y la importancia de los juicios, se tomó la decisión de realizarlos en el Fuerte Rojo. Además, debido a la complejidad del caso, la disposición se hizo de conformidad con la regla 82(a) de la Ley del Ejército de la India para que los abogados comparezcan en defensa y enjuiciamiento. El entonces Abogado General de la India, Sir Naushirwan P Engineer, fue nombrado abogado para el procesamiento. 

### Comité de Defensa del ENI
El Congreso Nacional Indio convirtió la liberación de los tres acusados en un tema político importante durante la agitación por la independencia de 1945-6. El Comité de Defensa del ENI fue un comité establecido por el Congreso Nacional Indio en 1945 para defender a los oficiales del Ejército Nacional Indio que serían acusados durante los juicios del ENI. Las responsabilidades adicionales del comité también llegaron a ser la coordinación de la información sobre las tropas del ENI mantenidas cautivas, así como la organización de socorro para las tropas después de la guerra. El comité declaró la formación del equipo de defensa del Congreso para el ENI e incluyó a abogados famosos de la época, incluidos Bhulabhai Desai, Asaf Ali, Jawaharlal Nehru, Tej Bahadur Sapru, Kailash Nath Katju. 

### El primer juicio
El primer juicio, el de Shah Nawaz Khan, Gurubaksh Singh Dhillon y Prem Sahgal se celebró entre noviembre y diciembre de 1945 en el contexto de las elecciones generales en la India con el fiscal general de la India, Noshirwan P. Engineer como fiscal jefe y dos docenas de abogados. para la defensa, dirigida por Sir Tej Bahadur Sapru. Los tres acusados fueron acusados de "hacer la guerra contra el rey en contra de la sección 121 del Código Penal de la India". Además, se presentaron cargos de asesinato contra Dhillon y de incitación al asesinato contra Khan y Sahgal. Los acusados provenían de tres religiones diferentes, una hindú, una sij y una musulmana, pero las tres decidieron ser defendidas por el comité de defensa establecido por el Congreso Nacional Indio.

### Segundo juicio
Estos fueron los juicios de Abdul Rashid, Shinghara Singh, Fateh Khan y el Capitán Munawar Khan. A la luz de los disturbios por los cargos de traición y glorificación en el primer juicio, los cargos de traición fueron retirados. El sitio de prueba también fue trasladado del Fuerte Rojo a un edificio contiguo. 

## Consecuencias de los juicios
Más allá de las campañas concurrentes de no cooperación y protesta no violenta, esto se extendió para incluir motines y un vacilante apoyo dentro del Ejército Indio Británico. Este movimiento marcó la última gran campaña en la que las fuerzas del Congreso y la Liga Musulmana se alinearon juntas; El Congreso tricolor y la bandera verde de la Liga se izaron juntos en las protestas. A pesar de esta oposición agresiva y generalizada, se llevó a cabo la corte marcial y los tres acusados fueron condenados a deportación de por vida. Sin embargo, esta sentencia nunca se llevó a cabo, ya que la inmensa presión pública de las manifestaciones obligó a Claude Auchinleck, comandante en jefe del ejército indio, a liberar a los tres acusados. 
Durante el juicio, estalló un motín en la Armada Real Británica, incorporando barcos y establecimientos costeros del RIN en toda la India, desde Karachi hasta Bombay y desde Vizag hasta Calcuta. El factor más significativo aunque desconcertante para el Raj fue el significativo apoyo público militante que recibió. En algunos lugares, los suboficiales del Ejército Indio Británico comenzaron a ignorar las órdenes de los superiores británicos. En Madras y Pune, las guarniciones británicas tuvieron que enfrentar revueltas dentro de las filas del Ejército Indio Británico. 
Otro motín del ejército tuvo lugar en Jabalpur durante la última semana de febrero de 1946, poco después del motín de la Marina en Bombay. Esto fue suprimido por la fuerza, incluido el uso de la bayoneta por las tropas británicas. Duró aproximadamente dos semanas. Después del motín, cerca de 45 personas fueron juzgadas por la corte marcial. 41 fueron condenados a diferentes penas de prisión o despido. Además, un gran número fue dado de alta por razones administrativas. Mientras que los participantes del motín naval recibieron la pensión de los luchadores por la libertad, los amotinados de Jabalpur no obtuvieron nada. Incluso perdieron su pensión de servicio. 
Reflexionando sobre los factores que guiaron la decisión británica de renunciar al Raj en la India, Clement Attlee, el entonces primer ministro británico, citó varias razones, una de las cuales fueron las actividades del ENI de Netaji Subhas Chandra Bose, que debilitaron al Ejército indio: la fundación del Imperio Británico en India, y el motín RIN que hizo que los británicos se dieran cuenta de que ya no se podía confiar en las fuerzas armadas indias para apuntalar el Raj. Aunque Gran Bretaña había hecho, en el momento de la misión de los Cripp's en 1942, un compromiso para otorgar el estatus de dominio a la India después de la guerra, esto sugiere que el ENI y las revueltas, motines y el público el resentimiento que germinaron fue un factor importante en la retirada completa del Raj de la India. 
La mayoría de los soldados del ENI fueron liberados después de degradación y pérdida de sueldo y subsidio.
Ya sea como una medida del dolor que sufrieron los aliados en Imfal y Birmania o como un acto de venganza, Mountbatten, Jefe del Comando del Sudeste Asiático, ordenó la destrucción del monumento ENI a sus soldados caídos cuando Singapur fue recapturado en 1945. Más tarde se sugirió que las acciones de Mountbatten podrían haber sido borrar completamente los registros de la existencia del ENI, para evitar que las semillas de la idea de una fuerza de independencia socialista revolucionaria se propaguen a otras colonias en medio del espectro de la política de la guerra fría que ya está tomando forma en el tiempo, y había perseguido a los poderes coloniales antes de la guerra. En 1995, la Junta del Patrimonio Nacional de Singapur marcó el lugar como un sitio histórico. Desde entonces se ha erigido un cenotafio en el sitio donde alguna vez estuvo el monumento. 
Después de que terminó la guerra, la historia del ENI y la Legión India Libre se consideró tan incendiaria que, temiendo revueltas y levantamientos masivos, no solo en la India, sino en todo su imperio, el Gobierno británico prohibió a la BBC transmitir su historia. Sin embargo, las historias de los juicios en el Fuerte Rojo se filtraron. Los periódicos informaron en el momento de los juicios que algunos de los soldados de ENI detenidos en el Fuerte Rojo habían sido ejecutados, lo que solo logró causar más protestas.

## En la cultura popular
- La película dramática de 2017, Raag Desh se basa en los juicios del ENI.